# Paccius quadridentatus
Paccius quadridentatus là một loài nhện trong họ Trachelidae.
Loài này thuộc chi Paccius. Paccius quadridentatus được Eugène Simon miêu tả năm 1898.